# Leucochilus
Leucochilus is een geslacht van kevers uit de familie bladsprietkevers (Scarabaeidae). Het geslacht werd voor het eerst wetenschappelijk beschreven in 1896 door Kraatz.

## Soorten
- Leucochilus notaticollis Kraatz, 1896